# Över hans döda kropp
Över hans döda kropp (franska: Le Corps de mon ennemi) är en fransk-italiensk kriminalfilm från 1976 i regi av Henri Verneuil.
Filmen är baserad på Félicien Marceaus roman Le Corps de mon ennemi.

## Rollista i urval
- Jean-Paul Belmondo - François Leclercq
- Bernard Blier - M. Beaumont-Liégard
- Marie-France Pisier - Gilberte Beaumont-Liégard
- Nicole Garcia - Hélène Mauve
- Michel Beaune - Emile
- André Reybaz - överdomaren
- Daniel Ivernel - borgmästaren
- Suzy Prim - mormodern
- Nadia Verine - Charlotte
- René Lefèvre - Pierre Leclercq
- François Perrot - Raphaël Di Massa